# Aarskredsen
Aarskredsen var en opstillingskreds i Nordjyllands Amtskreds. Fra 1849 til 1919 var kredsen en valgkreds. I 1920-1970 var kredsen en opstillingskreds i Aalborg Amtskreds. Derefter kom kredsen til Nordjyllands Amtskreds. 
Fra 1971 til 2006 bestod kredsen af Aars Kommune, Farsø Kommune, Løgstør Kommune, Nibe Kommune, Nørager Kommune og Støvring Kommune.
I 2007 blev området en del af Nordjyllands Storkreds. Sammen med det meste af Nørager kommune blev Aars, Farsø Løgstør og Støvring kommuner en del af Himmerlandkredsen. Nibe kom til Aalborg Vestkredsen, mens den sidste del af Nørager (det lille ejerlav Hannerupgård) kom til Mariagerfjordkredsen.   
Den 8. februar 2005 var der 43.105 stemmeberettigede vælgere i kredsen.
Kredsen rummer flg. kommuner og valgsteder::
1. Aars Kommune
  1. Aars
  2. Blære
  3. Gislum-Vognsild
  4. Gundersted
  5. Havbro
  6. Skivum-Giver
  7. Ulstrup
2. Farsø Kommune
  1. Farsø
  2. Hvalpsund
  3. Strandby
  4. Ullits
  5. Vester Hornum
3. Løgstør Kommune
  1. Aggersund
  2. Løgstør
  3. Overlade
  4. Ranum
  5. Salling
  6. Vilsted
  7. Vindblæs
4. Nibe Kommune
  1. Bislev
  2. Farstrup
  3. Nibe
  4. Sebber
  5. Skørbæk-Ejdrup
  6. St. Ajstrup/Lundby
  7. Vokslev
5. Nørager Kommune
  1. Brorstrup
  2. Durup
  3. Haverslev
  4. Kgs. Tisted, Binderup
  5. Ravnkilde
  6. Rørbæk
  7. Stenild
6. Støvring Kommune
  1. Aarestrup
  2. Støvring
  3. Suldrup
  4. Sønderup
  5. Veggerby
  6. Øster Hornum